# 北海道すたいる
北海道すたいる（ほっかいどうすたいる）は、2008年10月5日からBS日テレで放送されている、北海道の魅力を紹介する情報番組。札幌テレビがコーディネートを行っている。制作は株式会社札幌映像プロダクション。

## 出演
MC
- 立川佳吾（2025年4月 - ）
- 岸健介（2024年4月 - ）
- 藤田悟（2017年4月 - ）
- GUCHY

リポーター
- 羽柴なつみ（2025年6月8日 - ）
- 草野あずみ（2024年4月28日 - ）
- 五十嵐みのり（2023年4月23日 - ）
- 小澤ちひろ（2020年11月8日 - 2023年1月8日）
- 矢島花菜子（2020年11月1日  - 2022年3月27日）
- 里蘭（2008年10月 - 2024年1月21日）
- MOMOKO
- 石黒佳奈
- 伊藤絢
- ゆめみ
- 安藤りか

## 放送時間
いずれもJST。
| 期間       | 期間       | 放送時間           |
| ---------- | ---------- | ------------------ |
| 2008.10.05 | 2011.04.03 | 日曜 12:00 - 12:25 |
| 2011.04.09 | 2020.03.28 | 土曜 11:30 - 11:55 |
| 2020.04.05 | 現在       | 日曜 09:00 - 09:25 |

過去のネット局
- ジェイコム札幌（リピート放送あり）